# Boarp, Långaryds socken
Boarp är en by i Långaryds socken, Hylte kommun.
Boarp ligger i Nissans dalgång i det öppna odlingslandskapet. Byvägen löper längsmed Nissan, och genom byn rinner även Sågbäcken. Byns gårdar är ovanligt stora, i samband med laga skifte 1864 flyttades endast tre gårdar ut från bytomten. I byn finns flera äldre bostadshus bevarade, såväl äldre timmerhus från mitten av 1800-talet, salsbyggnader från tiden runt sekelskiftet 1900, det finns även några modernare bostadshus uppförda på 1930-talet. I byns södra del finns även en godtemplarlokal från sekelskiftet 1900. Länsstyrelsen i Hallands län klassade 2019 området som ett riksintresse för kulturmiljövården.